# Transportfenomen
Transportfenomen är ett ämne som behandlar tre olika typer av transporter som är starkt länkade till varandra.
- Fluidmekanik - transport av rörelsemängd. Matematiskt: {\displaystyle \tau _{yx}=-\eta \left({\frac {dv_{x}}{dy}}\right)}
- värmeledning - transport av energi. Matematiskt: {\displaystyle q_{y}=-k_{y}\left({\frac {dT}{dy}}\right)}
- massöverföring (diffusion) - transport av materia. Matematiskt: {\displaystyle j_{Ay}=-D_{A}\left({\frac {dc_{A}}{dy}}\right)}

Inom industriella applikationer sker dessa tre transporter ofta på samma gång, vilket är en av orsakerna till att ämnet uppkommit. Endast i undantagsfall förekommer en eller två av dessa transporter utan att den tredje sker.
Matematiskt sett kan de tre grundläggande transporterna beskrivas på ett likartat sätt (se ovan). Detta gör i sin tur att man kan lösa problemen på ett likartat sätt. I de generella fallen använder man sig ofta/alltid numera av numeriska datorprogram (CFD, computational fluid dynamics) för att lösa uppgifterna.
Ämnet kan studeras på tre olika nivåer, makroskopiskt, mikroskopiskt och molekylärt. De makroskopiska studierna inriktar sig på inkommande och utgående värden från en process. Processen i sig studeras inte i detta fall. Bernoullis ekvation är ett känt resultat av dessa studier. Mikroskopiskt studerar man en mindre volym för att få en bättre lokal beskrivning. På molekylär nivå studeras de grundläggande principerna.
Transportfenomen studeras på samtliga tekniska högskolor runt om i världen. Man använder sig ofta av termodynamiken för att beräkna start och slutvärden och transportfenomen för att lösa problemet om vad som händer mellan dessa ytterligheter.
Litteratur: En klassisk bok i ämnet är skriven av Bird, Stuart och Lightfoot (Transport Phenomena, Wiley) på 60-talet. Denna används fortfarande som den mest grundläggande litteraturen. Efter denna bok har det dock kommit en mängd andra som beskriver hela eller delar av ämnet.